# Institute of Public Policy Studies
Das Institute of Public Policy Studies (IPPS, Thai: thailändisch สถาบันนโยบายศึกษา) ist eine gemeinnützige unparteiliche Nichtregierungsorganisation in Thailand, die Forschung, Beratung und Training in politischen Fragen des Landes durchführt und anbietet. Das IPPS wird von der Konrad-Adenauer-Stiftung unterstützt.
Das IPPS wird gemeinsam von Chai-Anan Samudavanija und Somsakdi Xuto geleitet.

## Ziele
Ziele des IPPS sind:
- Förderung der Teilhabe an der Demokratie und Unterstützung guten Regierungshandelns im öffentlichen Sektor und in der Gesellschaft
- Stärkung der Entwicklung des Parlaments und der demokratischen Institutionen im Land
- Förderung politischer Studien zur politischen Information und Erhöhung der öffentlichen Wahrnehmung wichtiger politischer Fragen
- Verbesserung der Verständigung und der Zusammenarbeit von Beamten, Parlamentariern, Forschern, Zivilorganisationen und der Öffentlichkeit in der öffentlichen Debatte
- Förderung des politischen Bewusstseins und der Ausbildung im Allgemeinen

## Projekte und Aktivitäten
Für die Erreichung der Ziele werden verschiedene Maßnahmen durchgeführt
- kostenlose Seminare und Schulungen mit Teilnehmern aus unterschiedlichen gesellschaftlichen Bereichen
- Forschung zu politischen Reformen, Dezentralisierung und regionaler Selbstverwaltung
- Veröffentlichungen (siehe unten)
- multimediale Verbreitung über Radio, Video und das Internet

## Veröffentlichungen
In den 1980er Jahren startete das IPPS den Parliamentary Newsletter, der in den 1990er Jahren vom Political Reform Newsletter abgelöst wurde, der auf politische Reformen ausgerichtet ist. Der Fokus liegt auf der verfassungsmäßigen Entwicklung in der Politik, der Verwaltung und der Gesetzgebung.